# محمود أمين
محمود أمين شاعر حاصل على بكالوريوس تجارة جامعة القاهرة ليسانس حقوق جامعة الإسكندرية.
له 3 دواوين:
- رسائل الي القمر عن دار المعارف بالقاهرة
- سنبلة تعرت للجياع عن دار الكتابة الجديدة القاهرة
- هودج حلو اللمبي
- له عدة مجموعات تحت الطبع.

هذه إحدى قصائده
تفاصيل صغيرة.. لصبية كائنة (بنت السلطان الحنفي)
أمشي في أسمائك ِ لا أتعثـَّر
قلبك ِ آيُتك ِ الكبرى
فرّت سنبلة ٌمن ياقوت ِ جمالك ِ
فاقتسمت كلّ ُ صبايا الأرض ِ
مفاتنَها..صِرن صبايا..
ماقالت أنثى (ها أنا)إلا وبمرسوم ٍ ملكي ٍ منك ِ..
وقفت على مرمى قلب رأيتُ الليلَ يمدُّ أباريقَ دُجاهُ
لكي يملأها من كحلك ِ وهلالا ً يكبرُ في دمهِ الأسطوري
ليحرس َ فضة َ ميلادك ِ
يا أجمل َ مما ظن الوردُ بنفسهْ
يامن جوهرُها ماء ُ النور ِ
وعنِبُ الكوثر
والآن سأقول أحبك ِ
ثم أمرُّ بقلبي بين دمائي
أتحسَّسُ وقعَ حنيني وأرتبُ حصة َأشواقي
وأقول أحبك ِ فيدوسُ على قدمي 
نهرّ ُ يركضُ نحوك ِ
وأقول أحبك ِ فأموت ُ
هوى